# Rolf Hiersche
Rolf Hiersche (* 28. Juli 1924 in Sömmerda; † 24. Juli 1996 in Gießen) war ein deutscher Linguist und Indogermanist.

## Leben
Hiersche absolvierte 1942 das Abitur und studierte ab 1945 an der Universität Jena Klassische Philologie, Indologie und Indogermanistik. 1951 machte er das Diplom, von 1951 bis 1957 war er wissenschaftlicher Mitarbeiter an der Humboldt-Universität zu Berlin, 1952 wurde er promoviert. Von 1957 bis 1962 war er wissenschaftlicher Assistent an der Freien Universität Berlin, wo er sich 1962 auch habilitierte. Ab 1962 war er außerplanmäßiger Professor am Indogermanischen Seminar der FU Berlin, ab 1970 ordentlicher Professor für Vergleichende Sprachwissenschaft an der Universität Gießen. 1989 wurde er emeritiert.

## Werke
- mit Erika Ising und Gunhild Ginschel: Aus der Arbeit an einem historischen Wörterbuch der sprachwissenschaftlichen Terminologie. Berlin 1956.
- Zur Gestalt des Anlauts der Wurzel khya. Berlin 1958, S. 105–111.
- Untersuchungen zur Frage der Tenues aspiratae im Indogermanischen. Habilitationsschrift. Wiesbaden/Berlin 1964.
- Grundzüge der griechischen Sprachgeschichte bis zur klassischen Zeit. Wiesbaden 1970, ISBN 3-920153-00-6.
- Die Sprache Homers im Lichte neuerer Forschungen. Innsbruck 1972, ISBN 3-85-124-516-6.
- Ferdinand de Saussures langue-parole-Konzeption und sein Verhältnis zu Durkheim und von der Gabelentz. Innsbruck 1972, ISBN 3-85124-516-6.
- Deutsche Wortforschung in Gießen. Über ein Forschungsunternehmen zur deutschen Etymologie und Wortgeschichte. In: Sprachwissenschaft. Nr. 8/1983, ISSN 0344-8169, S. 438–445.
- Deutsches etymologisches Wörterbuch. Heidelberg 1986, ISBN 3-533-03837-8; Mit Buchstabe A (1986) und Buchstabe D (1990).